# Sójeczka perska
Sójeczka perska (Podoces pleskei) – gatunek średniej wielkości ptaka z rodziny krukowatych (Corvidae). Występuje endemicznie w Iranie (jako jedyny ptasi endemit). Niezagrożony wyginięciem.

## Taksonomia
Po raz pierwszy gatunek opisał Nikolai Zarudny, rosyjski odkrywca i zoolog ukraińskiego pochodzenia. Opis ukazał się w 1896 na łamach czasopisma Ezhegodnik Zoologicheskago muzeia. Zarudny przydzielił sójeczce perskiej nazwę Podoces pleskei, akceptowaną obecnie (2020) przez IOC. Miejsce zebrania holotypu niejasno zapisane (Aлькoръ); możliwe, że chodzi o Alghur (według BirdLife International gatunek tam nie występuje). Tworzy nadgatunek z sójeczką pustynną (P. panderi), wobec której wykazuje podobieństwa w morfologii. Monotypowy.
Nazwa gatunkowa upamiętnia postać Eduarda Pleskego, rosyjskiego polityka.

## Morfologia
Długość ciała według autorów HBW wynosi około 24 cm, jednak Zarudny podał wymiary dla trzech osobników (dwa samce, samica) i mierzyły one odpowiednio 27, 28 i 26 cm. Pozostałe wymiary (n=3): rozpiętość skrzydeł 38–40 cm, długość ogona 88–94 mm, skrzydła 113–120 mm, dzioba 38–41 mm, skoku 43–45,5 mm. Masa ciała w przedziale 85–90 g.
Jeden z dwóch przedstawicieli rodzaju, który nie posiada czarnych piór z wierzchu głowy. U dorosłego samca wierzch ciała porastają pióra o ciepłej, rudopłowej barwie. Spód ciała także rudopłowy, lecz jaśniejszy. Broda, górna część gardła oraz środkowa część brzucha białe. W niższej części szyi widoczna czarna plama, podobnie jak i za okiem i na kantarku. Skrzydła czarno-białe, sterówki czarne. Miękkie części ciała jak u sójeczki pustynnej: tęczówka ciemnobrązowa, dziób ołowianoszary, nogi szaroniebieskie. Samicę, prócz ogólnie jaśniejszego upierzenia, wyróżnia brak czarnej plamy za okiem oraz na gardle.

## Zasięg występowania
Jedyny endemiczny ptak Iranu. Zasiedla wschodnią część interioru państwa na obszarze szacowanym przez BirdLife International na 475 tys. km². Środowiskiem życia sójeczki perskiej są piaszczyste równiny z obecnością roślin z rodzajów Zygophyllum i Artemisia. Osiadły.

## Zachowanie
W zachowaniu przypomina sójeczkę pustynną, ogólnie P. pleskei to gatunek od niej cichszy i szybszy. Sójeczki perskie dają się podejść i nakarmić z ręki, jednak oddalają się natychmiast po dostrzeżeniu zagrożenia. Przebywają pojedynczo lub w parach. Jesienią pożywienie stanowi materia roślinna; w żołądkach ptaków odłowionych we wrześniu znaleziono ziarna pszenicy, jęczmienia, Zygophyllum, melona, fragmenty chrząszczy (głównie ryjkowcowate) i kości małych jaszczurek. W lecie (w maju) około 90% pożywienia stanowią zwierzęta. Obserwowano ptaki wyjadające termity z Zygophyllum oraz saksaułów (Haloxylon), jednak nie znaleziono w żołądku ich szczątków. Podobnie jak inne krukowate, część pokarmu przechowuje w wolu, a następnie ukrywa.

## Lęgi
Wyprowadza jeden lęg w sezonie. Monogamiczny, pary utrzymują się cały rok. Dobór w pary i budowa gniazd ma miejsce w lutym, składanie jaj rozpoczyna się w marcu. Gniazdo umieszczone przeważnie w korycie rzeki okresowej lub na krzewie – podczas badań w Rezerwacie biosfery Touran 61% gniazd umiejscowionych było na Atraphaxis spinosa. A. spinosa zapewnia dobry kamuflaż i gniazda zbudowane w tejże roślinie miały kształt kubeczka, ale np. na przęślu (Ephedra) lub Zygophyllum stanowiły zadaszone konstrukcje. Podczas wspomnianych badań znajdywano gniazda na wysokości 0,4 do 1,15 m nad ziemią.
W zniesieniu 3 do 6 jaj. Skorupka przybiera barwę od brudnobiałej po kremową, pokrywają ją brązowe plamki. Wymiary jaja to średnio 28,35 na 20,65 mm, średnia masa 6,01 g (n=81). Inkubacja trwa 16–18 dni. Wyklucie się całego lęgu zajmuje ponad 2 dni. Pisklęta w wieku około 5–7 dni mają nadal zamknięte oczy, lotki zaczynają rosnąć. W wieku 12–17 dni są w pełni opierzone. Opuszczają gniazdo po 15–18 dniach, mimo że nie są wtedy zdolne do lotu.

## Status zagrożenia
Przez IUCN od 1994 roku gatunek klasyfikowany jest jako najmniejszej troski (LC, Least Concern). Całkowita liczebność populacji nieznana, trend szacowany jako stabilny ze względu na brak doniesień o jej spadku i brak widocznych zagrożeń. Sójeczka perska występuje na 5 obszarach uznanych za ostoje ptaków IBA.